# Šídlo velké
Šídlo velké (Aeshna grandis) je velký eurosibiřský druh vážky z čeledi šídlovití. V ČR je hojné po celém území.

## Popis

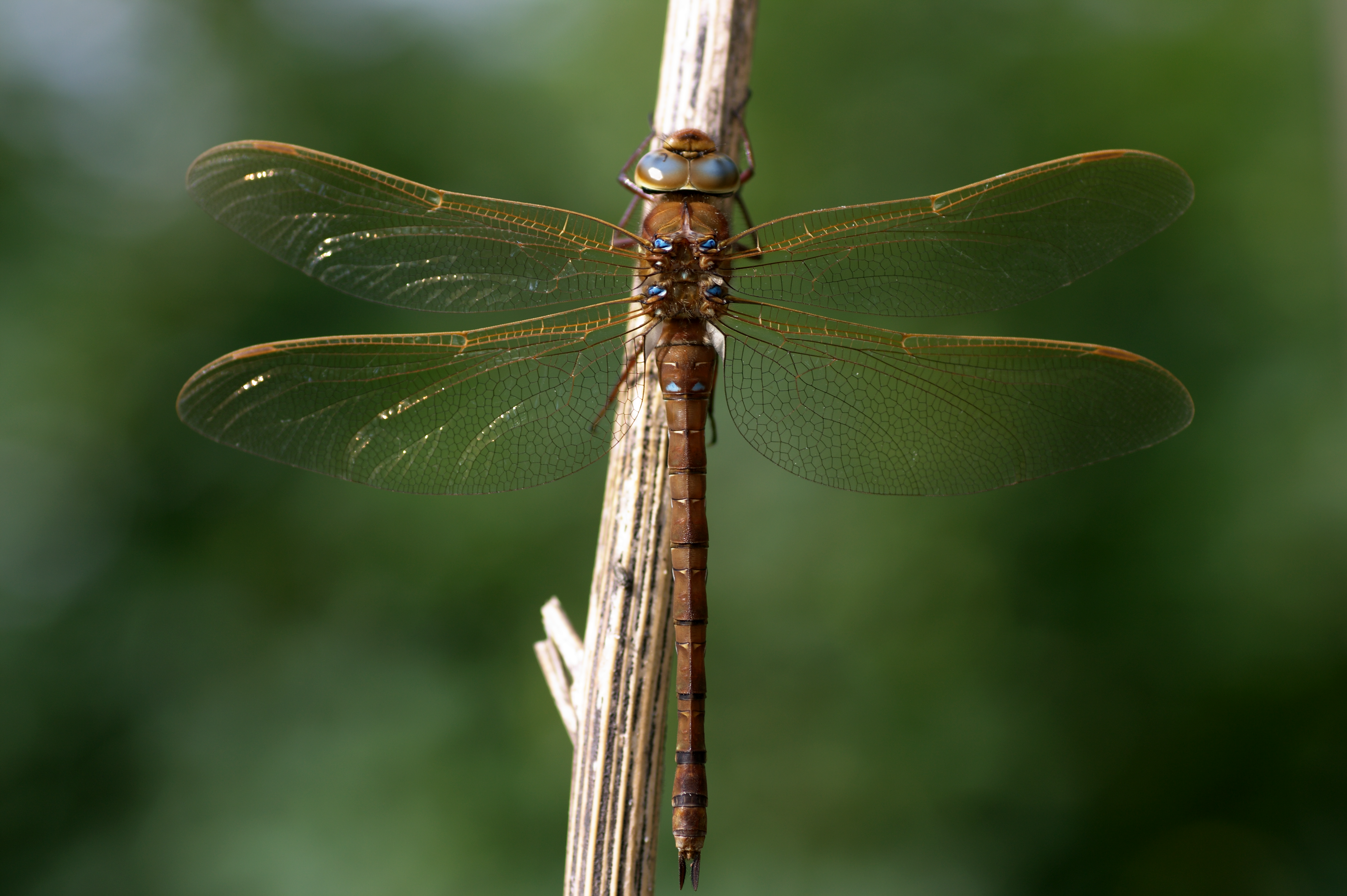
Zbarvení samce šídla velkého

Tělo šídla velkého se pohybuje v rozmezí 70–⁠⁠⁠⁠⁠⁠⁠⁠⁠⁠⁠⁠⁠⁠⁠⁠77 mm. Tělo a křídla včetně žilek jsou zbarvena do hněda. Oči jsou také hnědé, u samců však horní část přechází do modra. Samci mají na hrudi a na zadečku modré skvrny, které jsou u samic většinou nažloutlé nebo vybledlé. Na bocích hrudi jsou u obou pohlaví dva výrazné žluté pruhy. Tento druh létá velmi rychle s prudkými pohyby.

## Výskyt

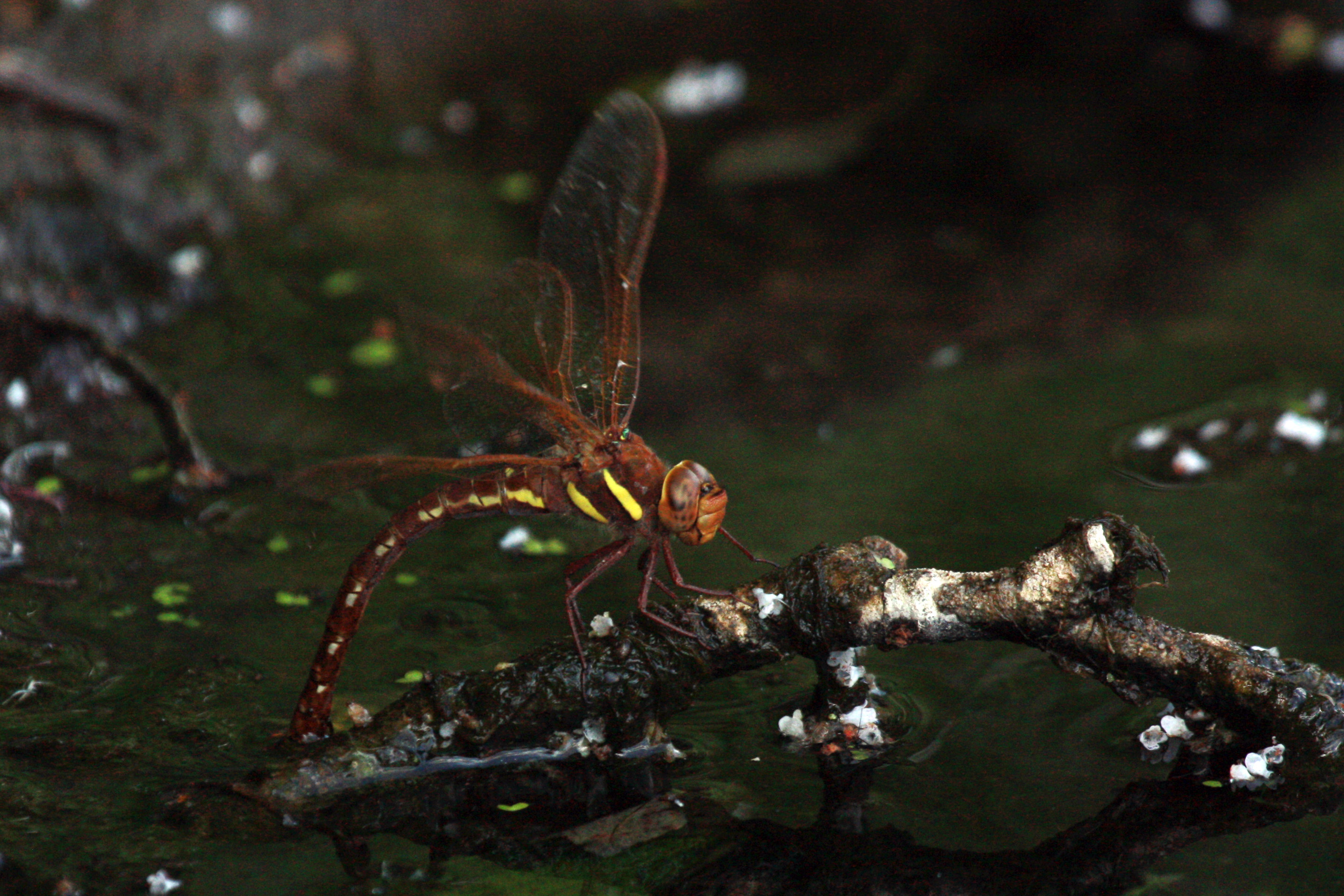
Samice klade vajíčka

Šídlo velké se vyskytuje od Francie až po jezero Bajkal v Rusku, z Evropy chybí na Balkáně. Obývá mnoho typů stojatých a pomalu tekoucích vod, kde samice klade do odumřelé vegetace a do dřeva vajíčka. Preferuje vodní plochy vzniklé působením člověka, jako např. kanály, bazény nebo příkopy. Vyskytuje se v nížinách a pahorkatinách, kde létá od konce června do konce září.

## Potrava
Larva i dospělé šídlo je dravé. Dospělí jedinci šídla velkého se živí dalšími druhy hmyzu, které loví ještě za letu, nejčastěji ve výškách mezi 2–⁠⁠⁠⁠⁠⁠⁠⁠⁠⁠⁠⁠⁠⁠⁠⁠10 m nad zemí.